# Charlotta

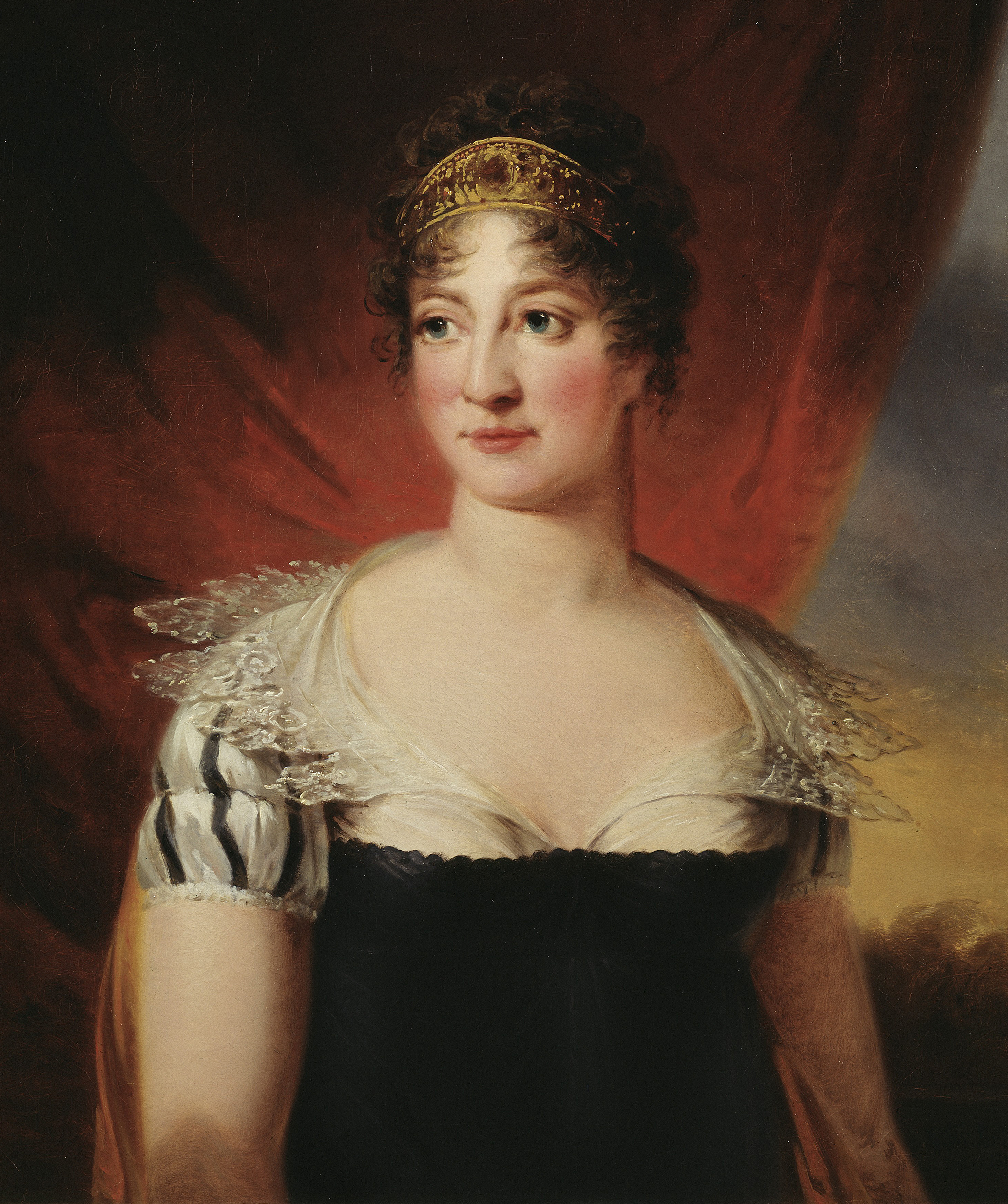
Hedvig Elisabet Charlotta av Holstein-Gottorp

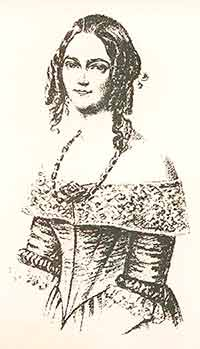
Charlotta Djurström

Charlotta är en fransk feminin form av namnet Charlot som betyder lille Charles. Charles är en fransk och engelsk form av det nordiska namnet Karl som betyder karl, fri man. Namnet har funnits i Sverige sedan mitten av 1600-talet. Andra varianter av namnet är Charlotte, Carlotta och kortformen Lotta.
Charlotta var ett vanligt namn kring sekelskiftet 1900. Namnet fick sedan ett uppsving under 1970-talet.[källa behövs]
Den 31 december 2014 fanns det totalt 27 649 kvinnor folkbokförda i Sverige med namnet Charlotta, varav 6 052 bar det som tilltalsnamn.
Namnsdag: 12 maj (sedan 1772). I den finlandssvenska namnsdagslängden har Charlotta namnsdag 12 maj sedan 1950. Före det hade Charlotta namnsdag 11 maj 1929–1949.

## Personer med namnet Charlotta
- Charlotta av Bourbon, drottning av Cypern, hustru till kung Janus av Cypern
- Charlotta Christina av Braunschweig-Wolfenbüttel, rysk kronprinsessa
- Charlotta Amalia av Hessen-Kassel, dansk drottning
- Hedvig Elisabet Charlotta av Holstein-Gottorp, svensk drottninggemål till kung Karl XIII (i namnsdagslängden genom henne)
- Charlotta Fredrika av Mecklenburg-Schwerin, dansk prinsessa
- Charlotta Joakima av Spanien, portugisisk drottning, hustru till kung Johan VI av Portugal
- Charlotta Almlöf, svensk skådespelerska
- Charlotta Cedercreutz, svensk konstnär
- Charlotta Cederlöf, svensk författare
- Charlotta Aurora De Geer, svensk grevinna
- Charlotta Deland, svensk skådespelare
- Charlotta Denward, svensk filmproducent
- Charlotta Djurström, svensk skådespelare
- Charlotta Eckerman, svensk operasångerska, kurtisan och spion
- Charlotta Eriksson, svensk skådespelerska
- Charlotta Flinkenberg, svensk TV-programledare och chefredaktör
- Charlotta Frölich, svensk författare
- Anna Charlotta Gunnarson, svensk journalist
- Charlotta Jonsson, svensk skådespelerska
- Charlotta Larsson, svensk skådespelare och teaterregissör
- Charlotta von Liewen, svensk grevinna
- Charlotta Norberg, svensk ballerina
- Charlotta Sparre, svensk grevinna och hovdam
- Charlotta Strandberg, svensk operasångerska och skådespelare
- Charlotta Sörenstam, svensk golfspelare
- Charlotta Öberg, svensk poet